# Entbrummer

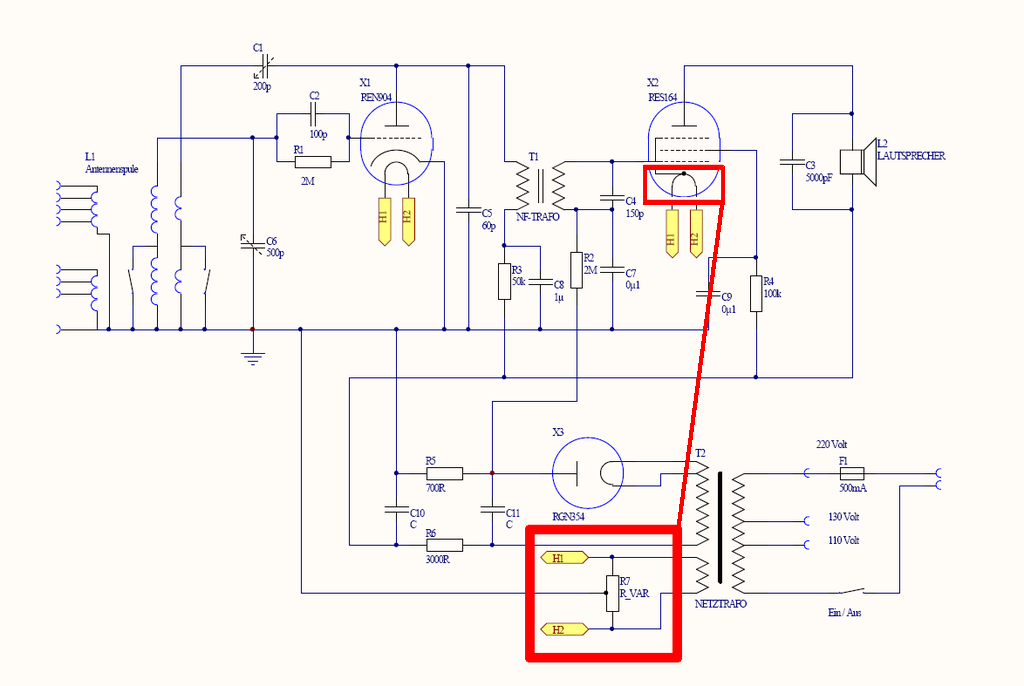
Entbrummerschaltung (rot markiertes Rechteck) im Volksempfänger

Ein Entbrummer ist eine Schaltung in Röhrenverstärkern, bei der ein Potentiometer parallel zur Heizwicklung des Netztransformators geschaltet ist. Der Schleifer des Potentiometers wird mit dem Massepotential verbunden und so abgeglichen, dass das Brummen der Netzfrequenz minimiert wird.
Durch diese Maßnahme bekommt die galvanisch getrennte Heizspannung einen festen Bezug zur Schaltungsmasse, der mit dem Potentiometer auf maximale Symmetrie abgeglichen wird.